# シベリアのシャーマニズムとトナカイ

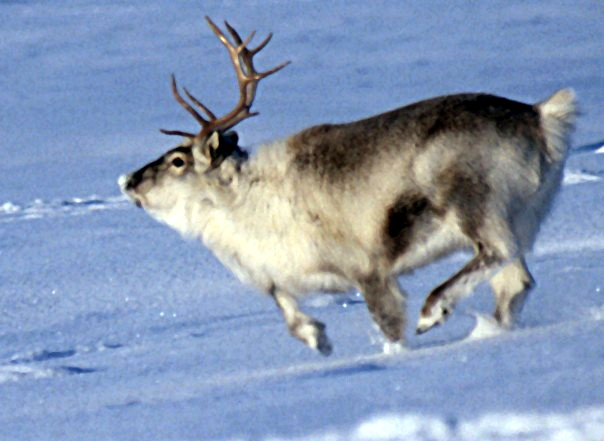
トナカイ(ノルウェー、スヴァールバル諸島)

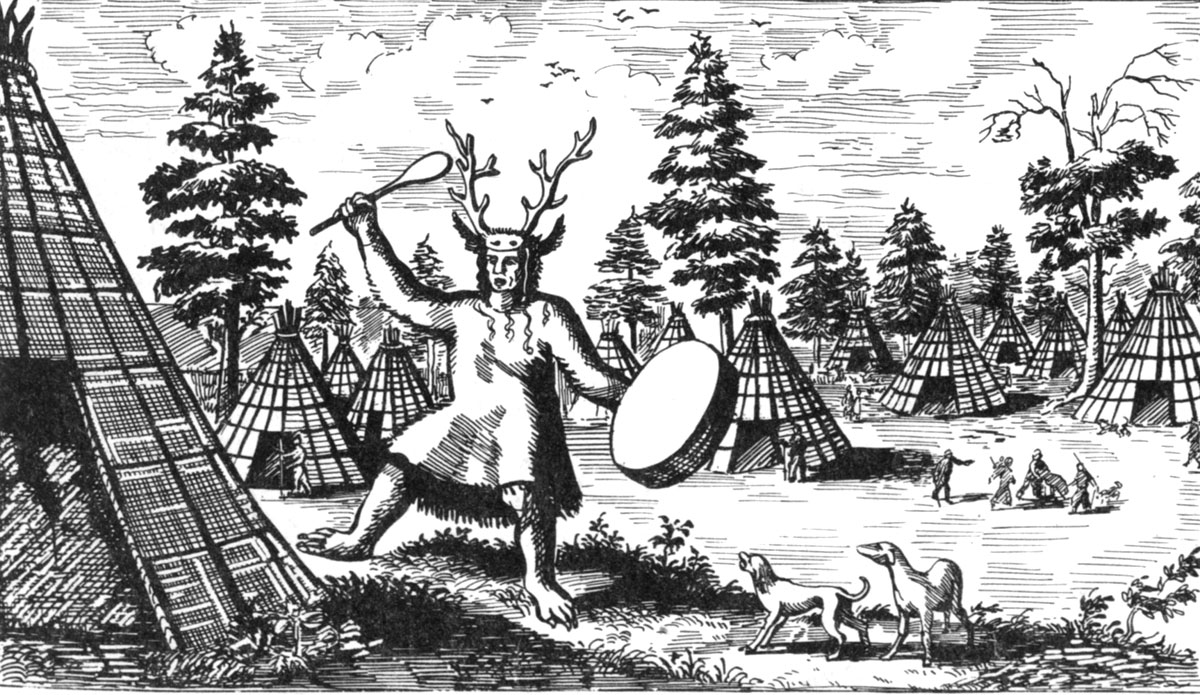
角を着けたツングースのシャーマン (17世紀の挿画)

シベリアのシャーマニズムとトナカイでは、北アジアに属するシベリア先住民と、この地域に生息するトナカイとの文化と経済における関係性を見る。トナカイ遊牧民、野生のトナカイを狩る狩猟民、トナカイを家畜として育てる牧畜民が関わり、人々が信じる精霊信仰のシャーマニズムとその哲学や伝統文化、また宗教儀礼のいくつかの段階でしばしばトナカイが登場する。

## シャーマニズム
シロコゴロフ Shirokogoroffの論文によると、トナカイに変身するシャーマンは自分自身が「敏捷で活力に満ち、警戒心が強いツングース族にとって最高の生き物」になったと感じるという。わけてもトナカイの角は力の象徴であり同時に武器でもある。シャーマニズムにもいくつもの定義がある。旧ソ連の研究者は司祭にあたる役割と受け止める中、デンマークの人類学者レーン・ウィラースレフ はそうではなく「俗人の狩猟者が行う幅の広い活動でその宗教性には濃淡があり、宗教上の指導者が取り仕切る〈神秘主義〉的な性格はない」とシャーマニズムを定義した。

### 道具
尺（杖）
シャーマンが持つ尺には儀式で重要な意味があり、シャーマンを補佐する精霊の象徴であって同時に「トナカイを操る」太鼓のバチとして使う。エヴェンキは尺で占い、飼っているトナカイの群れが肥育するか病気にならないか、依頼人に向かって尺を投げる。どんな落ち方をしたかで吉凶がわかるという。
太鼓
その音で精霊を呼び出し補佐を受けるため、太鼓はシャーマンの道具でいちばん尊ばれる。木の板の丸い枠に張った皮がトナカイのなめし革であるように、シャーマンにとって旅を助ける乗り物であり力の源でもあるトナカイと太鼓は深く結びつく。太鼓に霊力を吹き込む儀式の前日にトナカイをほふり、儀式の締めくくりに宴で臨席者に供する。
太鼓に命が吹き込まれ、儀式は数日にわたって続く。2日目は太鼓の皮になったトナカイがどんな一生を送ったか回想する。シャーマンはトナカイが落とした毛の1本まで残らず集めると、宇宙の女神 Ylyunda kotta が住まうという沼へ運び、オオカミ8頭の力を借りて自分の太鼓に張ったトナカイの霊魂をとらえる。
衣装
トナカイの革を縫ってシャーマンの衣装を仕立てて、着た者に霊力が憑依するよう図る。頭につける被り物にトナカイの角を削った小片を金属でつづり合わせる例が多いように、角に特別な意味が込められ、マントには角製で形の異なる飾りをいくつも縫い止める。またトナカイの毛の小束もしくはヒモ状に裁った革を縫い付けたマントは、トナカイの身体の象徴であり、これをまとうシャーマンがトナカイに空を飛ぶ能力を取り戻す存在であることを示す。ケット人の伝承では、トナカイはかつて空を飛ぶ生き物であったという。また乗り物としてのトナカイを象徴する杖を使い、シャーマンは異界との往来ができるとされる。その最も秀でた例はエネツ人のシャーマンが用いる金属製の杖で、握りにトナカイの頭を刻み、石づきはひづめを形どってある。病人の治療、死者の霊魂を次の世界へ導く儀式でのみ用いる。

## 治療と手当て
病人の治療と手当てを頼まれると、シャーマンは病気と関連のある精霊や神と病人の間に介入するという立場を取る。儀式を進め病んだ身体から悪霊を追い出し、盗まれた霊魂を戻す。あくびをするように大きく口を開き、霊力を授ける精霊を飲み込んで憑依させると、トナカイの脂身を食べ、盃に注いだ血を飲んで体内の精霊をもてなし、次に尺をかざして治療に最も力を貸してくれるものを占う。また補佐役の別の精霊に呼びかけることも多く、これはトナカイとされ、ヒトの身体から病気を抜き取ってその精霊に引き受けるように頼む。 病人の患部をトナカイの「胎内」（内臓を抜いた腹）におさめる治療法もあり、もし患部が大きすぎる場合は取り出した内臓を輪の形に広げて病人にくぐらせる。

## 儀式といけにえ
同じシベリアでも種族によって伝統が異なるものの、トナカイが関わる儀式の行動に通底する特徴が見られる。群れが健やかに育って経済的に潤うかどうか、遊牧民の受け継いできた伝統、さらにめぐる季節の連なりと人類の関係性をしばしば示す。いけにえは一般に「聖なる場所」で捧げられ、通常は森の中の聖域と定めた茂みや、精霊や神の住まいとされる木のうろを指す。捧げものにはトナカイの皮、ひづめ、角を用意して木の枝に吊るし、神にトナカイを丸ごと一体、供した象徴とする。いけにえの作法は人によるが、捧げものはトナカイであり相手は精霊もしくは神という共通点が見られる。

### ハンティ人
ハンティ人にとって葬儀でほふるトナカイは、「人生を円滑に送るため」動物をいけにえにする一連の儀礼に属する。シャーマンの息子によると、ヒトの寿命を延ばし病気平癒を願うためという。いけにえは2種類に区別され、「血のいけにえ」yir は抜いた血をなま肉とともに食べ、「血のないいけにえ」pori は肉をゆでて食べる。トナカイの他にハンティ人がいけにえにする動物はウマ、雌牛と雄牛、子羊と雄鳥があるものの、使役動物であるトナカイはより価値が高いとされる。
埋葬地はハンティ人が重んじるチルタコ chirta-ko の夢に現れたお告げに従う。チルタコは太鼓のリズムに合わせて一族が唱和する精霊の歌を聞き、特別なまじないの歌を聴きながらキノコを食べ、幻覚症状のうちにいけにえを供する場所への道順を告げる。
いけにえにされるトナカイには色の付いた布を首に結ぶ。布の色にはそれぞれ、白は空、黒は地下世界、赤は死を免れない地上の命を象徴する。精霊の性別に合わせてトナカイを選ぶ。また毛皮の色により、どの個体をいけにえにするか決める。通常、共同で捧げる頭数は3頭もしくは7頭である。
祈りを唱和する儀式に続き、トナカイをほふるが、雪上に一滴の血も垂らさずに皮をはぐ。肉は生のまま塩を付け、胃と心臓と肝臓は煮て参列者が食べる。最後に感謝の祈りを唱和すると儀式は終わる。参列者の手でトナカイの皮と骨を樹上に吊るし、「〔骨に〕新しい肉をまとわせ、地上界の人の役に立つ」ように、霊魂を「獲物の守り手もしくは動物の神」の元に返す。

### コリャーク
夏の野営地からトナカイを連れて草地へ連れて行くのはコリャーク人の男の仕事で、女と子供、老人は野営地にとどまる。群れが帰ってくるという知らせが届くと、たいまつを手に走って迎えに行く。

### チュクチ
チュクチの儀式も前出と共通点があり陽気に騒いでトナカイの群れを迎えると、仔と雄を数頭ほふる。皮をはぎ、骨の髄を抜いて食べる。次に抜いた血を塗る儀式が続く。「仔の祭り」 とは春の恒例の行事で、「天上の存在」(One-On-High) にトナカイを1頭捧げる。チュクチにも「角の儀式」があり、飼っているトナカイ全頭の角を全て切って集め、運びきれないほどの量になるとうず高く積み上げて、その前でいけにえを捧げる。

## 埋葬の儀礼
一般にいけにえは「聖なる場所」で捧げられ、通常は森の中の聖域と定めた茂みや、精霊や神の住まいとされる木のうろを指す。捧げものにはトナカイの皮、ひづめ、角を用意して木の枝に吊るし、神にトナカイを丸ごと一体、供した象徴とする。死者には次の世界へ渡るため乗り物が必要と考える文化は多く、シベリアの人々が地域でいちばん大型の使役と乗用のトナカイを指して死者を送る生き物と見なすのも理にかなっていると言えよう。

### ハンティ人
墓所にトナカイの角をうず高く重ねた例をよく見る。

### ユグラ
ユグラ（Yugra）の人は埋葬地へ遺体を運ばせたトナカイが墓所に着くと、縛り上げてほふる。頭部は (角を付けたまま) 家型の墓所の屋根に飾り、解体した皮に身体の骨を包むと墓所の左側に安置する。

### エヴェンキ
地底界の精霊を信じるエヴェンキの人は地中に埋葬せず、遺体を包むトナカイの革を縫い閉じると竿から吊るす。

### チュクチ
チュクチの人々にとって葬送とは地下世界へ旅立つ死者を途中まで送ることを意味する。まずシャーマンが死者の希望する埋葬地を聞き取る。テントに安置された遺体は、故人の友人が煙出し穴または出入り口の反対の天幕をめくって運び出し、新調もしくは修繕したばかりの橇（そり）に載せて縛り付け、トナカイにひかせて埋葬地へ進む。葬列が目的地に着くとトナカイを橇から解いて急所を刺し、再び橇につなぐ。すると葬列の主導者が手綱を取り、鞭を鳴らして死者の国へ向けて橇を走らせる様を演じ、トナカイが絶命するとほふって死骸は索具と橇とともに埋葬地に残す。革は遺族が持ち帰り住まいのテントの床に敷くが、死者が地下世界から戻ってこないように、鉄製品で重石をする。また「角の儀式」と呼び、自分たちが飼っているトナカイ全頭の角を切って集める。運べないほどの数がまとまるとうず高く積み上げ、その前でいけにえを捧げる。

### 注
1. ↑  セルゲイ・ミハイロビチ・シロコゴロフ Sergei Mikhailovich Shirokogorov（ロシア語: Серге́й Михайлович Широкогоров; 中国語: 史祿國, 1887-1939）はロシアの民族学者。
2. ↑  スペイン語で「天の女王」を指す[5]。
3. ↑  ユグラとはハンティ人、マンシ人をまとめて指す言葉で12-17世紀に使われた。

## 関連文献
- 岡田宏明、岡田淳子、岸上伸啓、 益子待也、小谷凱宣 ほか『北の人類学 : 環極北地域の文化と生態』アカデミア出版会〈人間の探検シリーズ〉、1992年。NCID BN07644696。
- 『シベリアのシャマニズム』、King Record〈世界宗教音楽ライブラリー第47巻〉、2001年。NCID BA5550500X。
- 高倉浩樹、佐々木史郎、中田篤、藤原潤子、吉田睦、奥村誠ほか『極寒のシベリアに生きる : トナカイと氷と先住民』、新泉社、2012年、 ISBN 9784787711120